# Ségur-le-Château
Ségur-le-Château là một xã thuộc tỉnh Corrèze trong vùng Nouvelle-Aquitaine miền trung Pháp.